# ルヴマ州
ルヴマ州（ルヴマしゅう、Mkoa wa Ruvuma）は、タンザニア南部の州である。

## 概要
人口1,1117,166人（2002年）、州都はソンゲア（Songea）。ルヴマ州の名称は、当州に源流を持ちモザンビークとの国境を成すロヴマ川（ポルトガル語:Rio Rovuma, 英語:River Ruvuma, ルヴマ川）にちなむ。
北にモロゴロ州、北東にリンディ州、東にムトワラ州、北西にイリンガ州、南にモザンビークのニアサ州と接する。また西にはニャサ湖（マラウイ湖）に臨む。

## 行政区分
ルヴマ州はムビンガ県、ソンゲア（アーバンとルーラルの2県）、ナムトゥンボ県、トゥンドゥル県の合計5県で構成される。国境に接する州のため、州内には複数の移民局の窓口がある（ソンゲア、ムビンガ、ムバンバ・ベイの3か所）。

## 住民
他の州と同様に、州内には多数の部族を有する。
主要構成部族は、ムビンガ県はマテンゴ族、ソンゲア2県はンゴニ族、ナムトゥンボ県はンデンデウレ族、トゥンドゥル県はヤオ族である。またニャサ湖（マラウィ湖）周辺には丸木舟を操るニャサ族が多い。それぞれ独自の文化・歴史を持ち、部族語が現在にも残るが、都市生活者は日常的にスワヒリ語のみを用いる。ヤオ族はその多くがムスリムである。

## 歴史
16世紀、沿岸部地域でスワヒリ都市国家がポルトガルの攻撃により衰退すると同時に、ルヴマ川上流域にまでポルトガル人が入るようになる。17世紀中頃になるとポルトガルに変わってアラブ人が東アフリカ沿岸の制海権を握り、ザンジバルが繁栄する。
ルヴマ流域からマラウィにかけての一帯は内陸部と沿岸部を結ぶ交易ルートであり、この地域を支配していたヤオ族は、アラブ商人との取引により力をつける。しかし、19世紀の中頃、南アフリカから組織的な軍隊を持つンゴニ族が北上してくると、現マラウィ、ルヴマ州の両地域で、それぞれヤオ族の利権がンゴニ族に侵害され、衝突を繰り返すようになる。
ルヴマ州東部に以前から住んでいたマテンゴ族は、ンゴニ族に追われる形で山間部に住むようになる。マラウィのンゴニ族の侵攻でマラウィまで連れ去られることも起きた。
1885年のドイツ東アフリカ会社による植民地が成立すると、ドイツ人による支配が始まる。ヤオ族はこれに反発するも鎮圧され、族長はモザンビーク側へ逃亡し、ヤオ族は部族国家としての形を失うこととなる。1891年にルヴマ州の北に隣接するイリンガ州を根拠地とするムクワワ率いるヘヘ族が、ドイツ領東アフリカ政府と戦争が勃発。ンゴニ族は長年ヘヘ族と敵対していたためヘヘ族からの共闘要請に応えなかった。1905年、南東部に端を発したマジ・マジ反乱が南西部にも波及した。ソンゲアの西隣の町ペラミホの（現在も続く）ベネディクト修道会の教会は襲撃を受け、神父は殺害された。ンゴニ族はソンゲア・ルワフ・ムバノを中心に反乱に参加したが敗北し、ソンゲアは処刑された。

## 産業
- 鉱業：ルブマ州各地でサファイアを始めさまざまな宝石類を産出するが、特にトゥンドゥルに宝石商が集まっている。州内の幾つかの場所で金を産出するほか、さらに近年ウランの鉱脈も発見された。

- 食糧生産：タンザニアの他の地域と同様、トウモロコシやキャッサバ、イモ、豆、サトウキビ、バナナなどの小規模生産が中心。また各地で果樹の植樹も盛ん。ムビンガ県ムビンガ周辺ではコーヒー栽培（アラビカ種）が行われ、町にはコーヒー豆加工工場がある。ニャサ湖（マラウイ湖）周辺は漁業が盛んで、大型のナマズやシクリッドを漁獲し主に近隣の地域で消費している。小ぶりのものや、ダガー（小魚）は干物にして、比較的離れた地域にも出荷している。ニャサ湖産ダガーは、タンガニーカ湖産ダガーよりもサイズが大きい。ルヴマ州東部では東に隣接するムトワラ州と同じくカシューナッツの栽培が盛ん。

- 観光：ムビンガ県にはルヴマ州唯一の猟獣保護区がある。また、ソンゲアを拠点にして、南西からセルース猟獣保護区に入るルートも存在する。

## 交通
ダルエスサラームから州都ソンゲアまで大型バスで12～14時間。ソンゲアの空港には不定期便が飛ぶ。北はタンザニアの中心地域、南はモザンビーク、西はマラウィ、東は沿岸部へと通じる道が延びており、ソンゲアは交通の要衝となっている。
ソンゲアとその西のペラミホまでの道路は、ダルエスサラームから全行程が舗装道路のため、雨期の影響は小さい。さらに西のムビンガまでは未舗装ではあるものの、よく整備されているため雨期のトラブルは少ない。しかし、ムビンガからさらに西のムバンバ・ベイ（マラウイへ定期船の出る国際港の村）への道は未舗装の山道が多く、雨期になると四輪駆動車でも移動に困難を伴う。

## 隕石
1899年10月24日にペラミホ近郊に隕石が落下した。このペラミホ隕石はユークライト(Eucrite)に分類される。